# Canon EOS 6D
Aucun 6D Mark II
Le Canon EOS 6D est un appareil photographique reflex numérique plein format de 20 mégapixels fabriqué par Canon, annoncé le 17 septembre 2012 à l'occasion de la photokina. Il est disponible depuis décembre 2012.
Canon a reçu pour ce boîtier les prix TIPA (Technical Image Press Association) du meilleur reflex « expert »  et EISA (Advanced SLR camera) en 2013.

## Caractéristiques
- Capteur plein format (24 × 36 mm)
- Processeur d'images : DIGIC 5 +
- Définition : 20 millions de pixels
- Ratio image : 3:2
- Viseur : Pentaprisme avec couverture d'image d'environ 97 %
- Mode Live View avec couverture 100 % et 30 images par seconde (en vidéo)
- Autofocus : 11 collimateurs croisés
- Mesure lumière TTL à pleine ouverture sur 63 zones SPC double couche
- Monture EF
- Connexion Wi-Fi
- Localisation des photos par GPS (le GPS reste actif, même si l'appareil photo est en position OFF, ce qui diminue l'autonomie)
- Vidéo 1080p